# 田原町駅 (福井県)
田原町駅（たわらまちえき）は、福井県福井市田原一丁目にある、えちぜん鉄道・福井鉄道の駅。駅番号はえちぜん鉄道がE26、福井鉄道がF24。
えちぜん鉄道三国芦原線と福井鉄道福武線が乗り入れており、このうち福武線は当駅を終点とする。

## 歴史
- 1937年（昭和12年）4月1日：三国芦原電鉄の駅として開業[1]。現在の駅より福大前西福井寄りにあった。
- 1942年（昭和17年）9月1日：三国芦原電鉄が京福電気鉄道に合併。同社の駅となる。
- 1944年（昭和19年）4月20日：田原町駅営業休止[2]。
- 1950年（昭和25年）11月27日：京福電気鉄道の田原町駅が移転のうえ営業再開。福井鉄道の駅が開業し[3][4]、乗り換え駅となる。
- 1972年（昭和47年）10月12日：福井鉄道の田原町駅が無人化。
- 2001年（平成13年）6月25日：三国芦原線が営業休止。
- 2003年（平成15年）7月20日：三国芦原線の駅がえちぜん鉄道の駅として営業再開[5]。
- 2006年（平成18年）3月 - 4月：福井鉄道側駅舎のホーム切り下げ工事、および変電所増設。
- 2015年（平成27年）3月31日：新駅の供用開始。
- 2016年（平成28年）3月27日：福井鉄道とえちぜん鉄道の相互乗り入れ運行を開始[6][7]。福井鉄道の駅が有人化。
- 2018年（平成30年）1月15日：福井市の田原町駅周辺整備事業による多目的駅待合所「田原町ミューズ」が開業[8]。

## 駅構造
単式ホーム1面1線と島式ホーム1面2線、合計2面3線のホームを持つ地上駅である。
えちぜん鉄道の駅は終日有人駅である。福井鉄道の駅はかつて無人駅であったが、えちぜん鉄道との相互直通運転開始を機に有人駅となった。
旧駅舎は1950年に建てられた木造平屋建てで、一つの駅舎を福井鉄道とえちぜん鉄道で共有していた。ホームは島式ホーム1面2線であり、両社が1線ずつ使用していた。2014年2月に駅舎のおよそ3分の2を解体。残る部分も同年12月に解体された。なお新駅舎は、2015年3月に完成している。

### のりば
| 番線 | 路線        | 方向 | 行先                 | 備考                             |
| ---- | ----------- | ---- | -------------------- | -------------------------------- |
| 1    | ■福武線     | -    | 福井駅・たけふ新方面 | 当駅折返し                       |
| 2    | ■福武線     | -    | たけふ新方面         | 朝の直通列車は福井駅を経由しない |
| 2    | ■三国芦原線 | 下り | 鷲塚針原方面         | 朝の直通列車は福井駅を経由しない |
| 3    | ■三国芦原線 | 下り | あわら・三国港方面   |                                  |
| 3    | ■三国芦原線 | 上り | 福井方面             |                                  |

- 1番のりばは低床式で福井鉄道の専用ホームであり[7]、軌道線の終点となっている。西側の車止めまでは1編成分収まる距離があり、夜間滞泊の運用がある。低床車両導入後は日中にも留置運用が設定されている。当駅のホームを離れてすぐにフェニックス通りと呼ばれる幹線道路との併用軌道に入る[4]。
- 2番のりばは福武線と三国芦原線のそれぞれの線路が繋がっており、低床式で相互直通列車専用のりばとなっている[4][7]。
- 3番のりばは高床式で、えちぜん鉄道専用ホームである[4][7]。

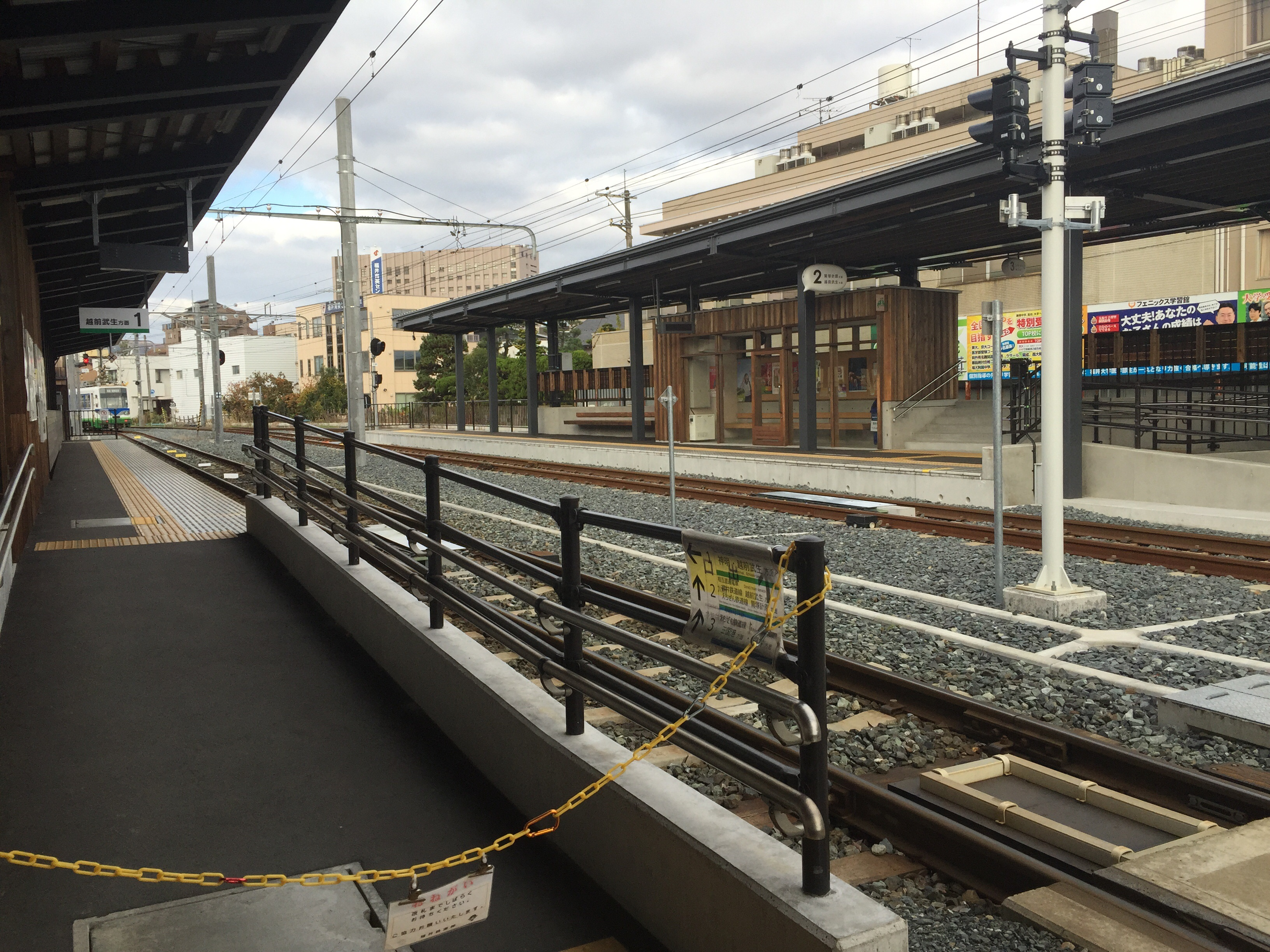
ホーム（2016年11月）
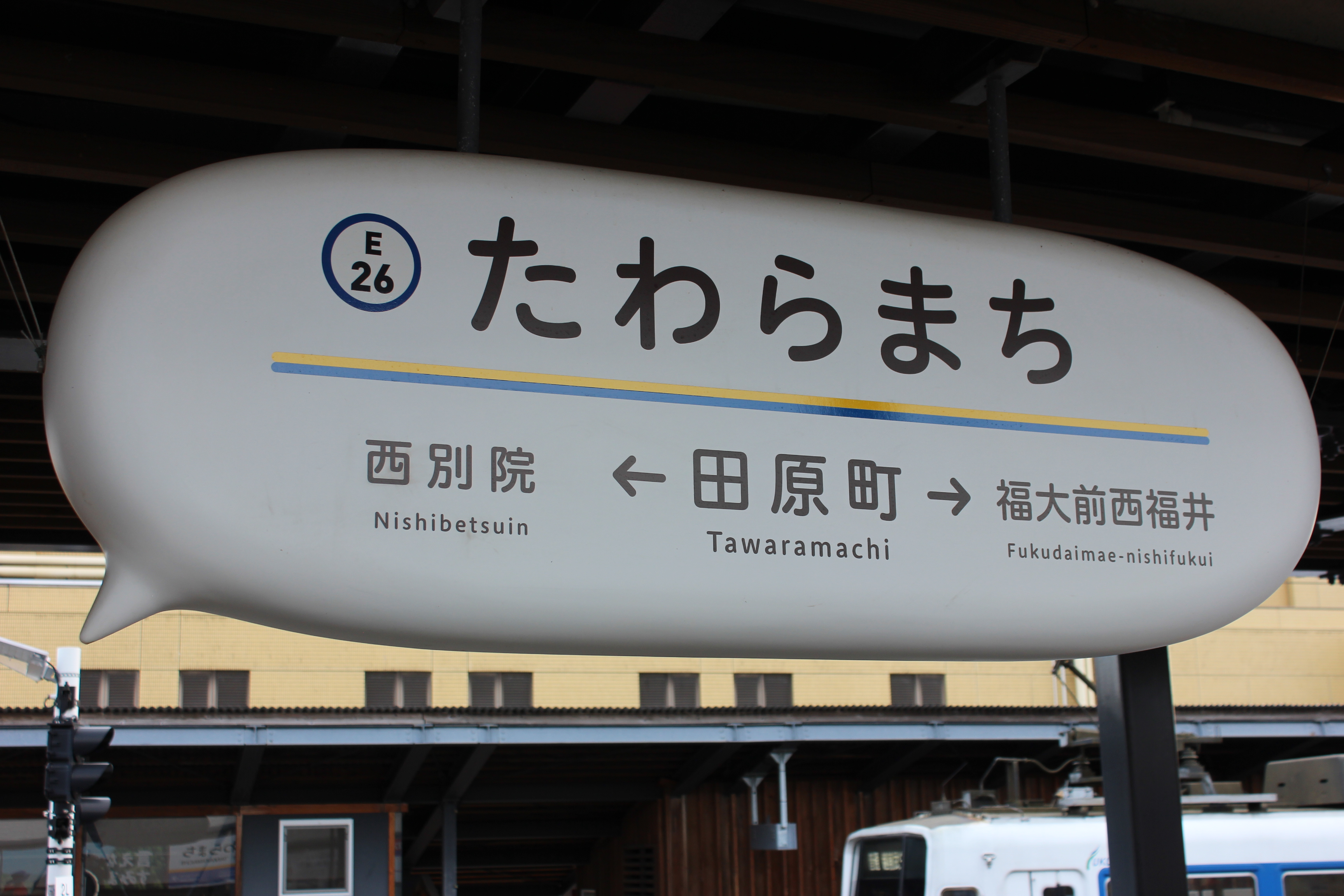
駅名標（2021年2月）

## 相互乗り入れ
1950年（昭和25年）11月27日の福井鉄道福武線・市内線の田原町駅までの延伸開業に際し、同年6月1日からの福武線田原町駅建設に伴う資材輸送を京福電気鉄道福井支社が担当し、田原町駅付近の西別院方から分岐する特殊専用側線が三国芦原線沿いに敷設され、同年7月14日には西福井方より分岐する特殊専用線が福武線田原町駅付近に敷設され架線が張られ資材輸送の貨物列車の乗り入れが行われていたが、駅完成以降は西福井方の連絡線は撤去され、その特殊専用線は福武線田原町駅の発着線に転用された（『京福電気鉄道 88年回顧録 越前線写真帖』より）。福井鉄道福武線・京福電鉄三国芦原線は福武線田原町駅の建設の経緯から電化方式等も共通しているが旅客列車による相互乗り入れを行うことはなかった。
えちぜん鉄道以降は福井県を中心に田原町駅での福井鉄道福武線・えちぜん鉄道三国芦原線の相互乗り入れについて検討がなされ、事業検討会議を重ね、2013年度から設計などの開始、2015年度から運行開始を目指すことに合意、2016年3月27日より開始することを発表、同日に運用を開始した。

## 利用状況
- えちぜん鉄道 - 1日の平均乗降人員は以下の通りである。[12]

| 乗降人員推移 | 乗降人員推移 |
| 年度         | 1日平均人数  |
| ------------ | ------------ |
| 2011年       | 1,014        |
| 2012年       | 1,104        |
| 2013年       | 1,263        |
| 2014年       | 1,271        |
| 2015年       | 1,243        |
| 2016年       | 1,533        |
| 2017年       | 1,588        |

## 駅周辺
周辺は福井大学や北陸中学校・高等学校、福井県立藤島高等学校などの学校施設が多いため、朝夕は学生・生徒たちで賑わう。
このほか、南側には会議施設のフェニックス・プラザ（市営）や市営体育館、北側には福井市立図書館や福井県立美術館がある。
主な施設等
- 田原町ミューズ - 福井鉄道の駅舎に隣接する駅待合所。名称は藤島高等学校卒業生の小松長生が命名[13]。
- フェニックス・プラザ
- 福井県道30号福井丸岡線（フェニックス通り）
- 福井市体育館
- 福井市立図書館
- 福井県立美術館
- 福井市明道中学校
- 福井大学文京キャンパス（東門）
- 福井県護国神社

### バス路線
駅東には京福バスの停留所が置かれているが、すまいるバス北ルート（田原・文京方面）は駅西南の田原町商店街から発車する。
長らく福井鉄道の路線バス（福鉄バス）も発着していたが、最後まで残っていた福浦線が2024年10月1日に廃止され福井市中心部への乗り入れはなくなり、同社の一般路線バスの北限は市南部のベル前駅近くの「ベル前」停留所へ代わっている。
田原町停留所
- 京福バス[14]
  - 25 エンゼルランド線
  - 26 福井総合病院線 ※土曜日・休日は運休
  - 28 運転者教育センター線 ※土曜日・休日は運休
  - 30 高木線 ※福井駅行のみの片方向運転、土曜日・休日は運休。
  - 31 丸岡線
  - 38 大和田大学病院線

田原町駅(フェニックス・プラザ西)停留所
- 京福バス
  - すまいるバス 北ルート（田原・文京方面）
- 日新コミュニティバス運行協議会
  - 地域コミュニティバス「日新さんさんバス」（運行は京福バスに委託）

## ギャラリー

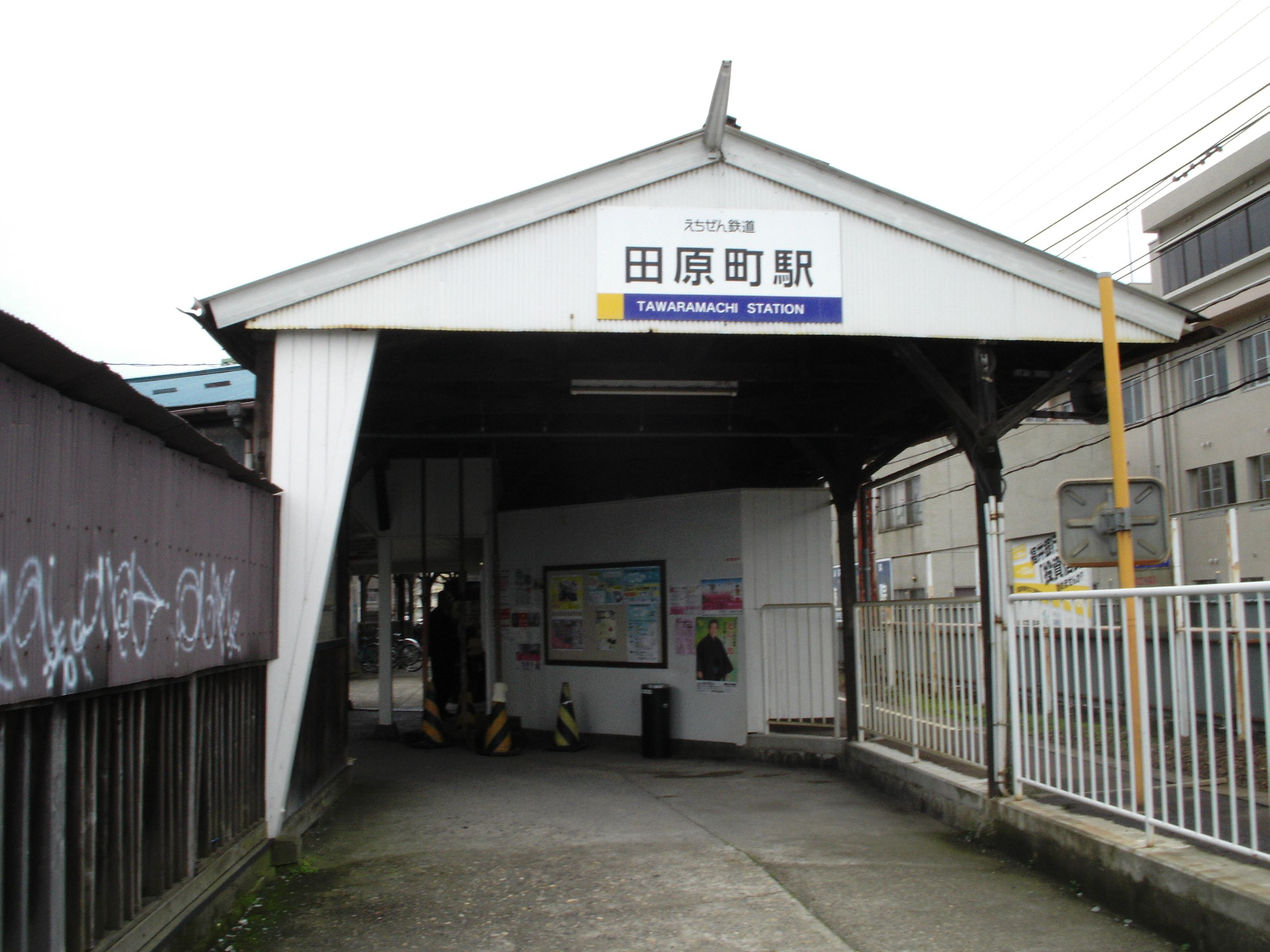
旧駅舎（2006年）
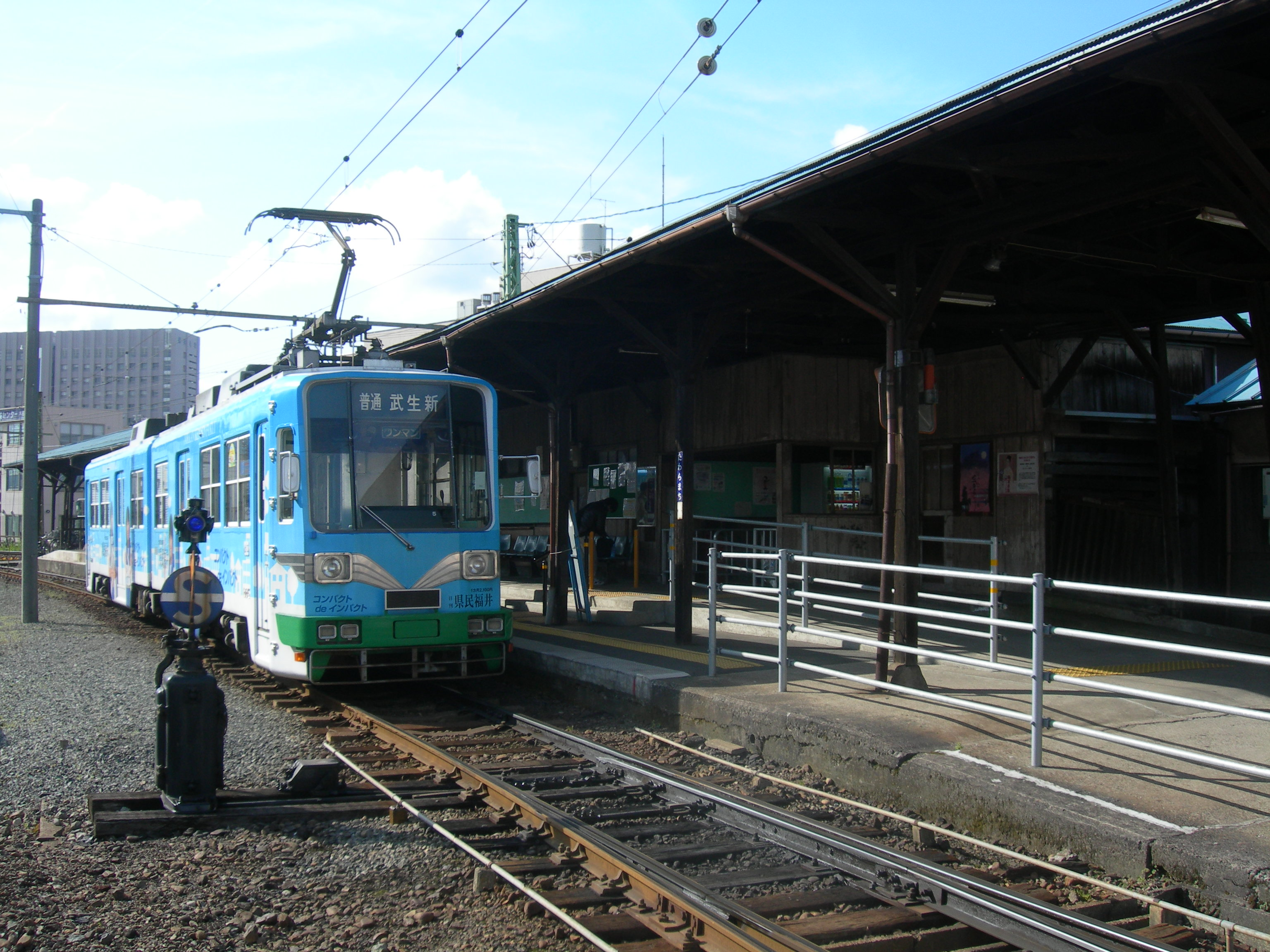
改築前の福井鉄道ホーム
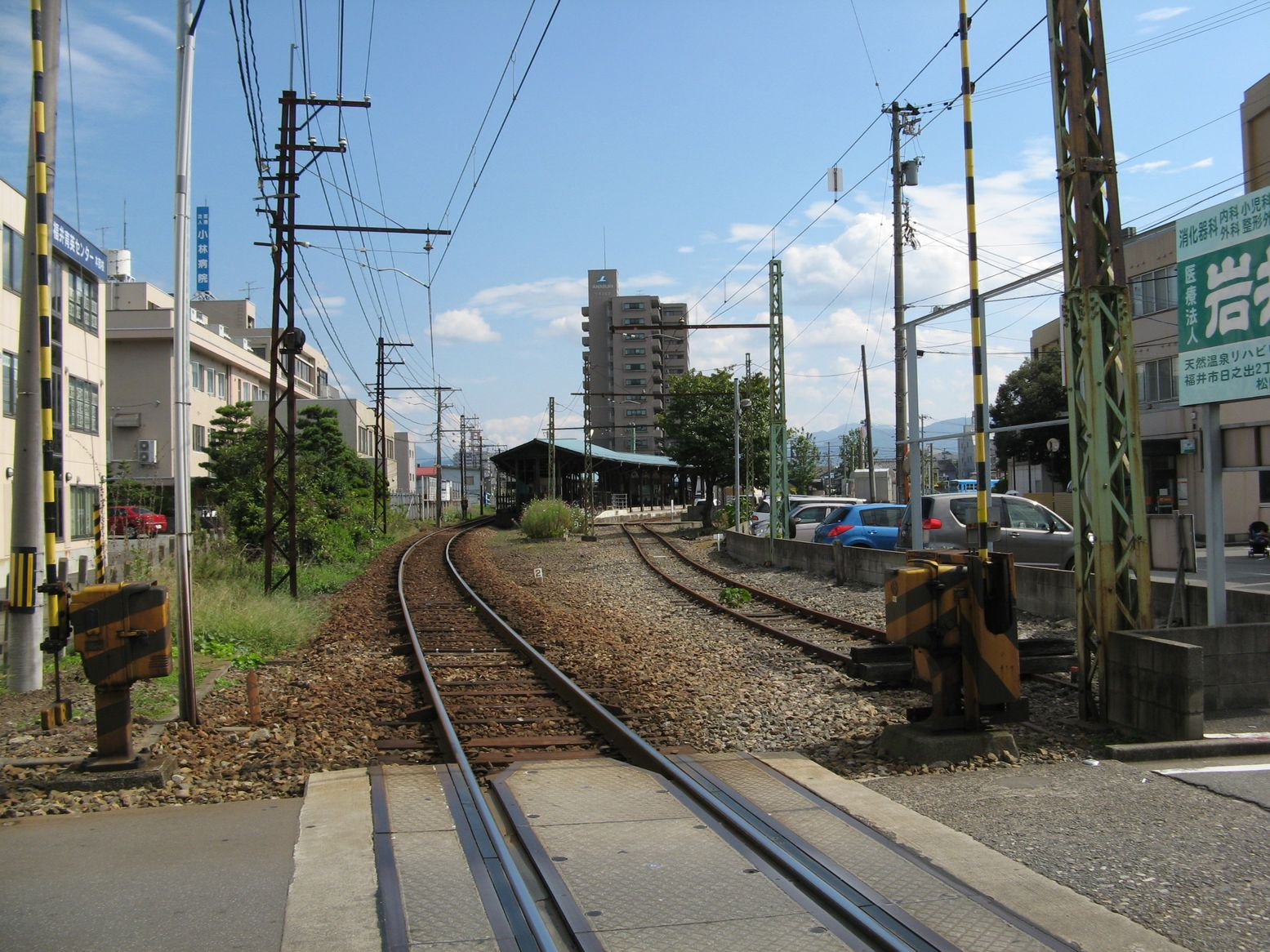
旧駅舎を踏切から東望。左手を直進するのがえちぜん鉄道、右手で行き止まっているのが福井鉄道の線路

## 隣の駅
えちぜん鉄道
■三国芦原線
□快速（上りのみ）・■普通
西別院駅 (E25) - 田原町駅 (E26) - 福大前西福井駅 (E27)
■普通（福武線直通列車のみ）
（仁愛女子高校駅 - ）田原町駅 (E26) - 福大前西福井駅 (E27)
福井鉄道
■福武線
■急行・■区間急行・■普通
仁愛女子高校駅 (F23) - 田原町駅 (F24)